# Caridohabitans setnai
Caridohabitans setnai is een soort in de taxonomische indeling van de Myzozoa, een stam van microscopische parasitaire dieren. Het organisme komt uit het geslacht Caridohabitans en behoort tot de familie Cephaloidophoridae. Caridohabitans setnai werd in 1959 ontdekt door G.H. Ball.